# KVM-Switch

Prinzip eines KVM-Switches

Ein KVM-Switch, die Abkürzung steht für englisch Keyboard Video Mouse; teilweise übersetzt: Tastatur-Bildschirm-Maus-Umschalter, ermöglicht es, mehrere Computer mit nur einer Maus, einer Tastatur und einem Bildschirm zu steuern, die mittels Umschalter dem zu steuernden System zugeschaltet werden.
Je nach Typ und Umfang des KVM-Switches lassen sich auch USB-Geräte und Lautsprecher umschalten und gemeinsam nutzen. In hardwarebasierenden Fernwartungsschnittstellen wie dem Intelligent Platform Management Interface (IPMI) sind KVM-Switches als Teil des Baseboard Management Controllers fix in der Rechnerhardware eingebaut und erlauben so die softwareunabhängige Steuerung des Rechners über ein Rechnernetz.

## Ausführungen

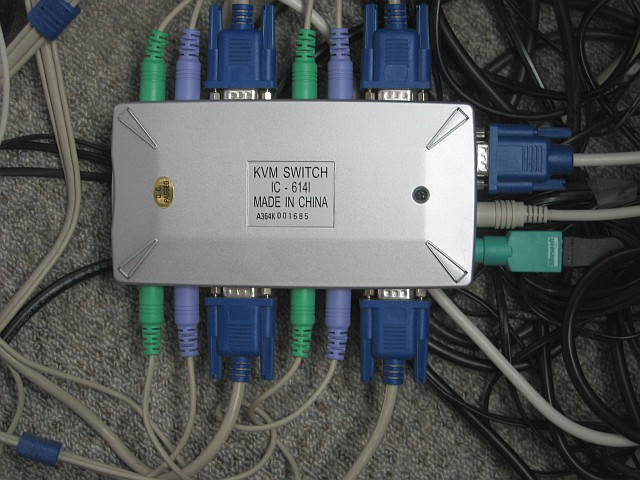
4-fach-KVM-Switch

Externe KVM-Switches unterscheiden sich in der Anzahl der Computer, die der Benutzer anschließen kann. Je nach Variante kann man von einem Arbeitsplatz aus zwei und mehr Computer steuern; manche KVM-Switches lassen sich außerdem verketten (kaskadieren), um eine größere Anzahl von steuerbaren Computern zu erreichen. Beim Kaskadieren wird der Rechner-Port eines KVM-Switches an einen weiteren KVM-Switch weitergeleitet.
Monitor, Tastatur und Maus werden direkt an den KVM-Switch angeschlossen. Zur Verbindung des KVM-Switches mit den von ihm bedienten Rechnern gibt es neben Standardkabeln mit VGA+2×PS/2 (neuere mit DVI und USB) proprietäre Kabel (z. B. mit DB25-Steckern am KVM-Switch) mit dem Vorteil, dass die Verbindung schneller herstellbar und mechanisch stabiler ist, und es gibt KVM-Switches mit modularen Anschlüssen, die für jeden Rechner einen Adapter auf dessen jeweiligen Anschlüsse verwenden, so dass für die Leitung dazwischen Standard-Ethernet-Kabel genutzt werden können.

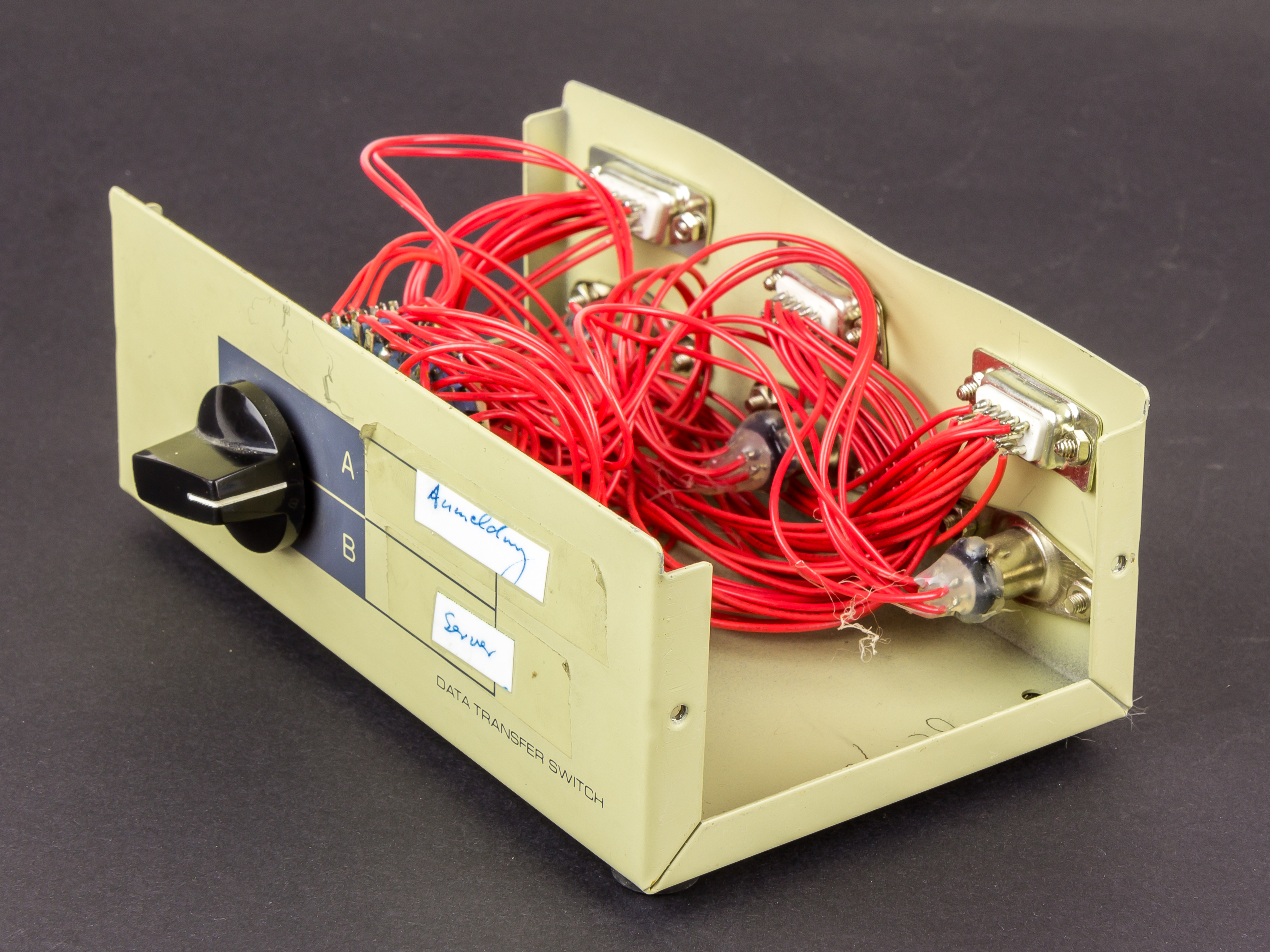
Rein mechanischer Umschalter für Tastatur (PS/2) und Video (VGA via D-Sub). Deckel entfernt

Die Umschaltung erfolgt mittels Taste, Drehschalter oder Hotkeys (Tastenkombination oder zweimaliges Drücken einer bestimmten Taste auf der Tastatur). Der KVM-Switch (ausgenommen ältere, rein mechanische Umschalter) sorgt durch die Emulation von Tastatur und Maus dafür, dass die angeschlossenen Computer beide Geräte ununterbrochen als angeschlossen wahrnehmen, und dass deren Einstellungen für jeden Rechner separat gespeichert werden. Das vermeidet Störungen in Betriebssystem bzw. Treibern und der jeweiligen Hardware. Fast alle KVM-Boxen signalisieren durch LEDs oder numerische Anzeigen, an welchem Computer gerade gearbeitet wird.
Für Arbeitsplätze mit zwei oder vier Bildschirmen gibt es spezielle KVM-Switches für Dual-Video oder Quad-Video. Andere Modelle lassen sich zu diesem Zweck miteinander koppeln und so synchron umschalten.
Größere KVM-Switches, für Anwendungen beispielsweise in Rechenzentren, haben Anschlüsse für zwei oder mehr Arbeitsplätze und erlauben das gleichzeitige Arbeiten mehrerer Benutzer/Administratoren an unterschiedlichen Rechnern. Solche Geräte werden „Multi-User-KVM-Switches“ oder „Matrix-KVM-Switches“ genannt. Der gleichzeitige Zugriff mehrerer Administratoren auf denselben Rechner ist normalerweise blockiert. Geräte dieser Größenordnung haben ein aufwändiges Sicherheitssystem mit Passwortschutz und Einschränkung der einzelnen Benutzer auf bestimmte Rechner. Die Auswahl der Rechner erfolgt bei großen Systemen über OSD-Menüs, die den zuvor konfigurierten Namen des Rechners anzeigen. Auch die Konfiguration erfolgt über OSD.

## KVM-Verbindungen über ein Netzwerk

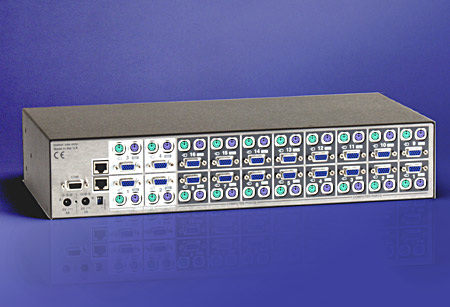
KVM-Switch für 4 Benutzer und 16 Rechner – Rückseite

KVM over IP (KVM via IP, IP KVM) ist besonders im professionellen Bereich von Bedeutung. Bei einem Switch mit KVM-over-IP-Technik werden Tastatur, Monitor und Maus nicht direkt an den KVM-Switch angeschlossen, sondern an einen vernetzten PC (Remote Client) mit Java-basiertem Browser oder Spezialsoftware. Dieser kommuniziert über TCP/IP-Netze mit dem KVM over IP Switch, an den die Computer angeschlossen werden. Der Switch setzt dabei die Bildschirmausgaben der Computer (Encoder) um und übermittelt sie  an den Remote Client (Decoder), welcher in umgekehrter Richtung die Keyboard- und Maus-Informationen an den Switch versendet. KVM over IP erlaubt die Steuerung der angeschlossenen Rechner ohne physischen Zugriff auf dem KVM-Switch, und damit Fernsteuerung von einem beliebigen Arbeitsplatz im eigenen Netz oder über das Internet. Beispiel dafür ist der herstellerübergreifende Standard Intelligent Platform Management Interface. Dafür sind beim Zugang zu diesen Schnittstellen restriktive Sicherheitsmaßnahmen nötig.
Gegenüber rein softwarebasierenden Methoden der Fernadministration, welche als eigener Prozess im Betriebssystem laufen (z. B. VNC, Terminal-Server), hat ein KVM-Switch den Vorteil, dass er die Fernadministration auch dann erlaubt, wenn die entsprechende Softwarekomponente auf dem entfernten Rechner nicht läuft oder defekt ist. So lassen sich über einen KVM-Switch auch BIOS-Einstellungen entfernter Rechner ändern.

## Betriebssystem-Unterstützung
KVM-Switches erfuhren erst mit dem Aufkommen der Microsoft-Betriebssysteme Windows 2000 und Windows 2003 im Server-Umfeld weite Verbreitung. Diese Betriebssysteme lassen sich ohne Tastatur, Monitor und Maus nicht zufriedenstellend steuern. Im traditionellen Umfeld der Unix-Server sind KVM-Switches nicht verbreitet, da sich diese Rechnergattung über eine einfache Textkonsole, über das Netzwerk oder sogar über die serielle Schnittstelle vollständig fernsteuern lässt.
Digital arbeitende KVM over IP Switches verfügen optional über ein Leistungsmerkmal namens Virtual Media. Damit können Administratoren Daten zwischen ihrem lokalen Rechner und Remote-Servern transferieren und so eine Vielzahl von Aufgaben von ihrem Schreibtisch aus erledigen. Dazu zählen die Durchführung von Diagnosetests und das Patchen von Betriebssystem und Anwendungssoftware. Dabei spielt es keine Rolle, auf welcher Plattform die verschiedenen Rechner basieren und welches Betriebssystem darauf läuft.

## KVM-Splitter
Das Gegenstück zum KVM-Switch ist der KVM-Splitter (zu englisch split, hierher übersetzt also der Teiler oder auch die [entgegengesetzte] Weiche). Solch eine Weiche bietet die Möglichkeit, mehrere Konsolen (ebenfalls bestehend aus Tastatur, Maus und Monitor) an einen Rechner anzuschließen. Das ist zum Beispiel sinnvoll, wenn ein PC an mehreren Stellen (Arbeitsplätzen) zugänglich gemacht werden soll (und damit auch als CPU-Sharer dient).

## KVM-Extender
Zur Verlängerung des zulässigen Abstandes zwischen Rechner und KVM-Switch oder zwischen KVM-Switch und Arbeitsplatz gibt es KVM-Extender, die die Tastatur- und Maus-Signale ohne Störungen und die Videosignale ohne zu große Qualitätsverluste über größere Entfernungen übertragen, als es ohne Verstärkung möglich wäre.
Im Gegensatz zu einem reinen Verstärker für die Signale können hier häufig andere Leitungstypen eingesetzt werden, insbesondere Cat5-Kabel mit modularen Anschlüssen (umgangssprachlich RJ45), wie sie bei Ethernet (100BaseTX oder 1000BaseT) Verwendung finden. Daher kann die meist sowieso vorhandene oder benötigte Infrastruktur noch flexibler eingesetzt werden, nämlich zur Verlängerung der KVM-Leitungen. Für diesen Zweck wird ein Kabel (achtadrig) komplett belegt, die gleichzeitige Nutzung mit Ethernet oder TCP/IP ist nicht möglich, anders als bei KVM über IP (siehe KVM-Verbindungen über ein Netzwerk). Je nach Leitungslänge und Angaben vom Hersteller kann ein größerer Leitungsquerschnitt als für Ethernet verlangt werden, um die Signaldämpfung auf zulässige Werte zu begrenzen.
An jedem Leitungsende wird ein Gerät angeschlossen, typischerweise ein Sende- und ein Empfängergerät. Beide müssen zueinander passen, daher werden sie üblicherweise als Paar verkauft.
Ein KVM-Switch kann auch einen oder mehrere KVM-Extender enthalten. Zusätzlich benötigt man noch jeweils einen Empfänger bzw. Sender für das andere Ende der jeweiligen Leitung.

## KVM-Management-Systeme
KVM-Management-Systeme fassen alle Zugänge zu Computern via KVM-over-IP-Geräten in einer standardisierten Benutzeroberfläche zusammen. Die integrierte Rechteverwaltung sorgt dafür, dass jeder Administrator auf der Benutzeroberfläche nur die Computer sieht, und anwählen kann, für die er verantwortlich ist. Zusätzlich können auch Power-Switches-over-IP mit in das Management-System aufgenommen werden, so dass den Administratoren mit der KVM-Verbindung auch alle Power-Switch-Funktionen für den angewählten Computer zur Verfügung stehen.